# Arvydas Bajoras
Arvydas Bajoras (* 15. Mai 1956 in Merkinė, Rajongemeinde Varėna) ist ein litauischer Politiker.

## Leben
1980 absolvierte er das Diplomstudium der Hydrotechnik an der Lietuvos žemės ūkio akademija.
Von 1992 bis 1996 war er Mitglied im Seimas und Leiter des Naturschutz-Ausschusses. Ab 1996 war er Inhaber des Individualunternehmens, ab 1999 Direktor von „Audenis“ (Špakauskas-Firma). Von 2003 bis 2007 war er Berater des Bürgermeisters und Mitglied im Rat der Gemeinde Marijampolė. 
Ab 1990 war er Mitglied von Lietuvos demokratinė darbo partija und ab 2001 von LSDP.
Er ist verheiratet. Mit Frau Rasutė hat er die Tochter Jurga und den Sohn Ignas.